# Луэм
Луэ́м (фр. Louesme) — коммуна во Франции, находится в регионе Бургундия. Департамент коммуны — Кот-д’Ор. Входит в состав кантона Монтиньи-сюр-Об. Округ коммуны — Монбар.
Код INSEE коммуны — 21357.

## Население
Население коммуны на 2010 год составляло 113 человек.
| 1962 | 1968 | 1975 | 1982 | 1990 | 1999 | 2010 |
| ---- | ---- | ---- | ---- | ---- | ---- | ---- |
| 176  | 155  | 137  | 124  | 121  | 110  | 113  |

## Экономика
В 2010 году среди 64 человек трудоспособного возраста (15—64 лет) 47 были экономически активными, 17 — неактивными (показатель активности — 73,4 %, в 1999 году было 64,6 %). Из 47 активных жителей работали 42 человека (21 мужчина и 21 женщина), безработных было 5 (3 мужчин и 2 женщины). Среди 17 неактивных 3 человека были учениками или студентами, 10 — пенсионерами, 4 были неактивными по другим причинам.